# Exechia clepsydra
Exechia clepsydra är en tvåvingeart som beskrevs av Fisher 1937. Exechia clepsydra ingår i släktet Exechia och familjen svampmyggor.
Artens utbredningsområde är New York. Inga underarter finns listade i Catalogue of Life.